# Svømning under sommer-OL 2008 - 400m fri Mænd
Konkurrencen i 400m fri for mænd under Sommer-OL 2008, blev afholdt 9. – 10. august. 

## Indledende heats 9. august

### 1. Heat
| Bane | Navn                | Nationalitet | Tid     | Noter |
| ---- | ------------------- | ------------ | ------- | ----- |
| 5    | Gard Kvale          | Norge        | 3:50.47 |       |
| 4    | Daniele Tirabassi   | Venezuela    | 3:53.26 |       |
| 3    | Kvetoslav Svoboda   | Tjekkiet     | 3:56.54 |       |
| 6    | Juan Martin Pereyra | Argentina    | 3:59.35 |       |
| 2    | Oleg Robota         | Kasakhstan   | 4:02.16 |       |

### 2. Heat
| Bane | Navn                | Nationalitet | Tid     | Noter |
| ---- | ------------------- | ------------ | ------- | ----- |
| 5    | David Brandl        | Østrig       | 3:48.63 |       |
| 4    | Sebastien Rouault   | Frankrig     | 3:48.84 |       |
| 3    | Spyridon Gianniotis | Grækenland   | 3:49.34 |       |
| 7    | Dominik Meichtry    | Schweiz      | 3:50.55 |       |
| 6    | Jean Basson         | Sydafrika    | 3:52.90 |       |
| 8    | Balazs Gercsak      | Ungarn       | 3:54.14 |       |
| 2    | Jon Rud             | Danmark      | 3:57.41 |       |

- Luka Turk fra Slovenien skulla have svømmet på bane 1, men meldte fra.

### 3. Heat
| Bane | Navn                 | Nationalitet   | Tid     | Noter |
| ---- | -------------------- | -------------- | ------- | ----- |
| 5    | Lin Zhang            | Kina           | 3:43.32 | AS    |
| 4    | Taehwan Park         | Korea          | 3:43.68 |       |
| 2    | Takeshi Matsuda      | Japan          | 3:44.99 |       |
| 3    | Federico Colbertaldo | Italien        | 3:45.28 |       |
| 1    | Nicolas Rostoucher   | Frankrig       | 3:47.15 |       |
| 7    | Paul Biedermann      | Tyskland       | 3:48.03 |       |
| 8    | Dean Milwain         | Storbritannien | 3:48.77 |       |
| 6    | Craig Stevens        | Australien     | 3:50.22 |       |

- AS = Asiatisk Rekord.

### 4. Heat
| Bane | Navn                  | Nationalitet | Tid     | Noter |
| ---- | --------------------- | ------------ | ------- | ----- |
| 4    | Larsen Jensen         | USA          | 3:43.10 |       |
| 6    | Nikita Lobintsev      | Rusland      | 3:43.45 |       |
| 5    | Oussama Mellouli      | Tunesien     | 3:44.54 |       |
| 8    | Mads Glæsner          | Danmark      | 3:45.38 | NR    |
| 3    | Massimiliano Rosolino | Italien      | 3:45.57 |       |
| 7    | Pawel Korzeniowski    | Polen        | 3:48.78 |       |
| 2    | Yang Sun              | Kina         | 3:50.90 |       |
| 1    | Christian Kubusch     | Tyskland     | 3:52.73 |       |

NR = Nordisk rekord

### 5. Heat
| Bane | Navn                | Nationalitet   | Tid     | Noter |
| ---- | ------------------- | -------------- | ------- | ----- |
| 4    | Grant Hackett       | Australien     | 3:44.03 |       |
| 5    | Peter Vanderkaay    | USA            | 3:44.22 |       |
| 3    | Yuriy Prilukov      | Rusland        | 3:44.82 |       |
| 2    | Ryan Cochrane       | Canada         | 3:44.85 |       |
| 7    | Davis Carry         | Storbritannien | 3:47.17 |       |
| 1    | Sergiy Fesenko      | Ukraine        | 3:47.75 |       |
| 8    | Dragos Coman        | Rumænien       | 3:47.79 |       |
| 6    | Przemyslaw Stanczyk | Polen          | 3:48.11 |       |

## Finale
| Bane | Navn             | Nationalitet | Tid     | Noter |
| ---- | ---------------- | ------------ | ------- | ----- |
| 3    | Taehwan Park     | Korea        | 3:41.86 |       |
| 5    | Lin Zhang        | Kina         | 3:42.44 |       |
| 4    | Larsen Jensen    | USA          | 3:42.78 |       |
| 7    | Peter Vanderkaay | USA          | 3:43.11 |       |
| 1    | Oussama Mellouli | Tunesien     | 3:43.45 |       |
| 2    | Grant Hackett    | Australien   | 3:43.84 |       |
| 8    | Yuriy Prikulov   | Rusland      | 3:43.97 |       |
| 6    | Nikita Lobintsev | Rusland      | 3:48.29 |       |